# ترین ینسن
ترین ینسن (دانمارکی: Trine Jensen؛ زادهٔ ۱۶ اکتبر ۱۹۸۰) بازیکن هندبال اهل دانمارک بود.
از افتخارات وی می‌توان به کسب مدال طلا به‌همراه تیم ملی هندبال زنان دانمارک در بازی‌های المپیک تابستانی ۲۰۰۴ اشاره کرد. 